# Place Amédée-Larrieu
La place Amédée-Larrieu est une place située à Bordeaux. Elle a été aménagée par les architectes Édouard Bauhain et Raymond Barbaud, et comprend une statue de Raoul Verlet.

## Histoire et description
À sa mort en 1896, Eugène Larrieu, propriétaire de Château Haut-Brion, lègue 150 000 francs à la Ville de Bordeaux : il demande que soit érigée une fontaine en l'honneur de son père, Amédée Larrieu, ancien préfet de la Gironde et député. On choisit alors de renommer la place de Pessac, qui deviendra cette année-là la place Amédée-Larrieu.
La Ville confie le travail à deux architectes parisiens qui ont déjà beaucoup travaillé dans le Sud-Ouest, Édouard Bauhain et Raymond Barbaud, en collaboration avec le sculpteur Raoul Vernet. Ces derniers proposent la construction d'une fontaine, surmontée d'un groupe sculpté, allégorie de la ville et de la vigne. Derrière est construit un petit marché - servant actuellement de salle de réunion - décoré de grille en fer forgé qui déploie ses volutes Art nouveau en « coup de fouet », entre deux massifs néo-Louis XVI.
Le petit square qui entoure fontaine et marché a été « requalifié » en 2006-2007.

## Localisation et desserte
La place est en forme de triangle, dont les portions terminales des rues Louis-Mie et de Belfort constituent les deux côtés les plus longs. Ces deux rues se rejoignent à l’extrémité sud de la place, formant une intersection avec les rues de Pessac et Lamourous.
La place est desservie par la ligne 11 (dans les deux sens) et la ligne 4 (vers Pessac) du réseau TBM, à l'arrêt Navarre.

## Galerie

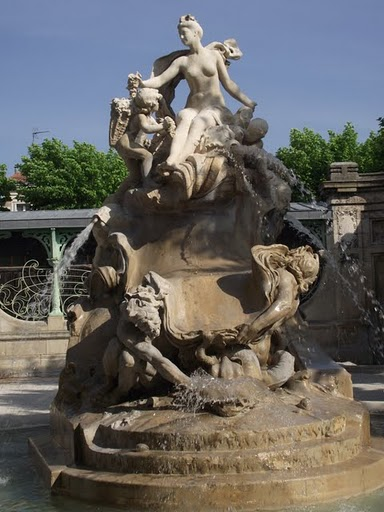
La fontaine, face Sud.
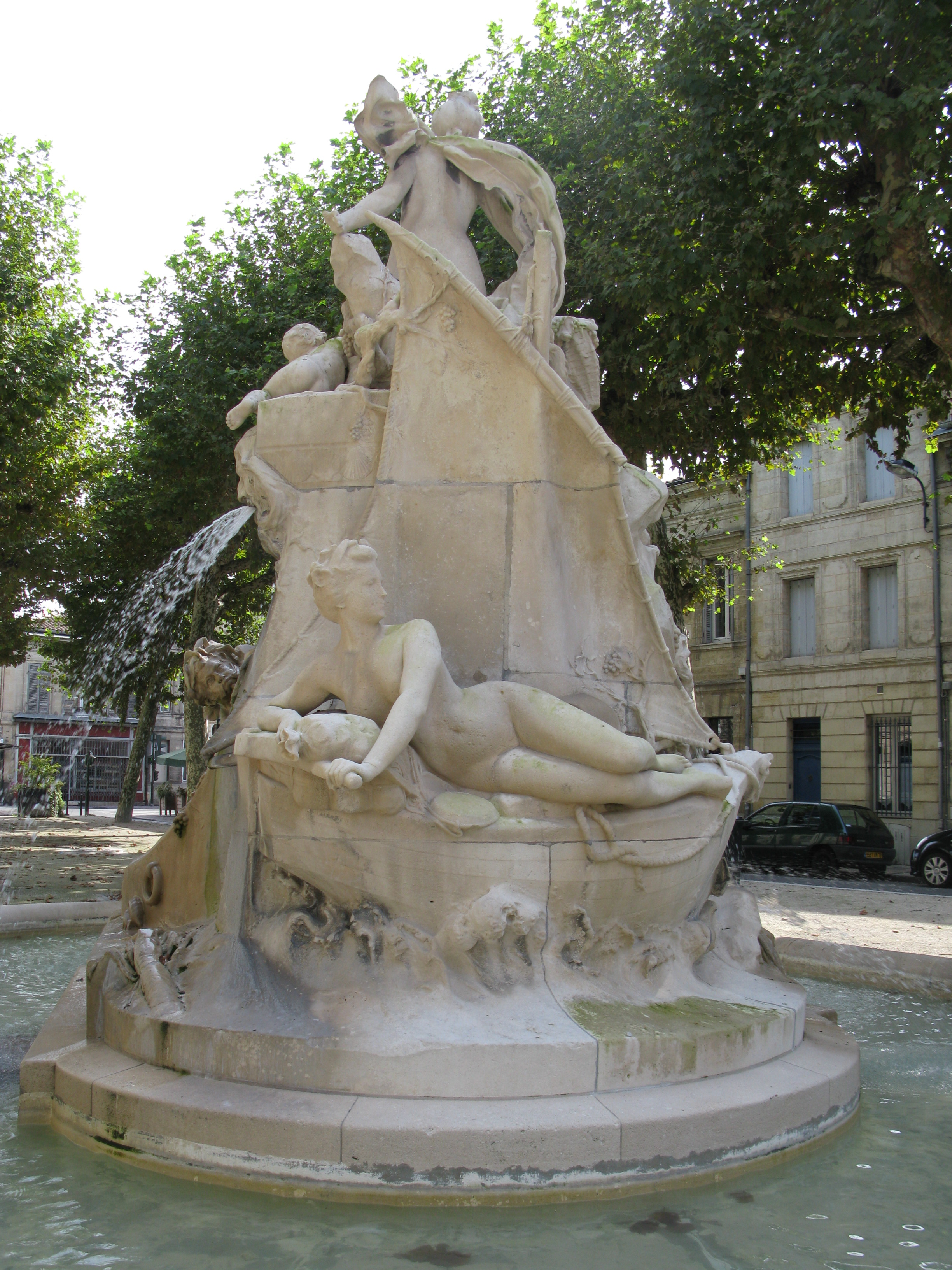
La fontaine, face Nord.
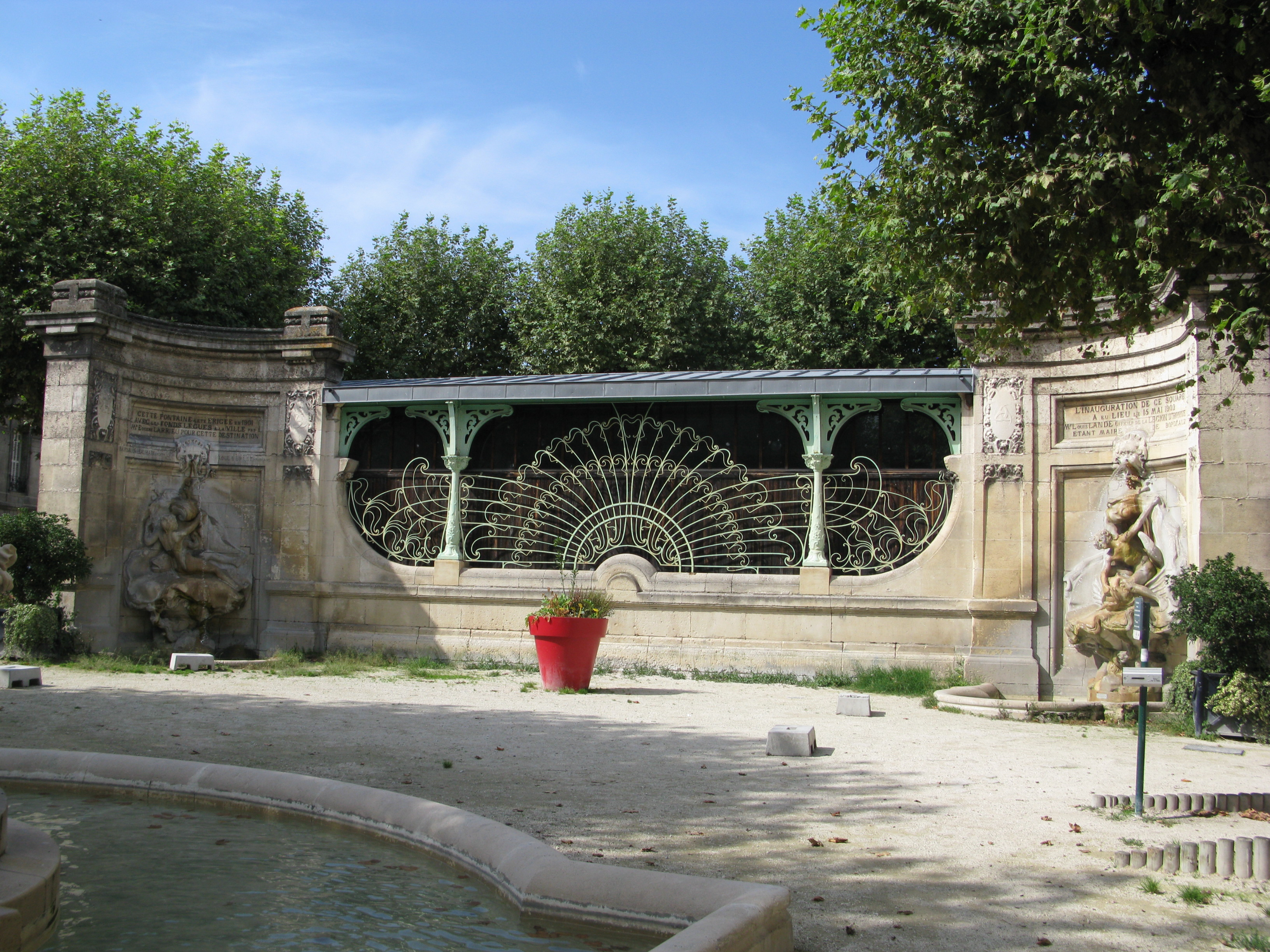
L'ancien marché.
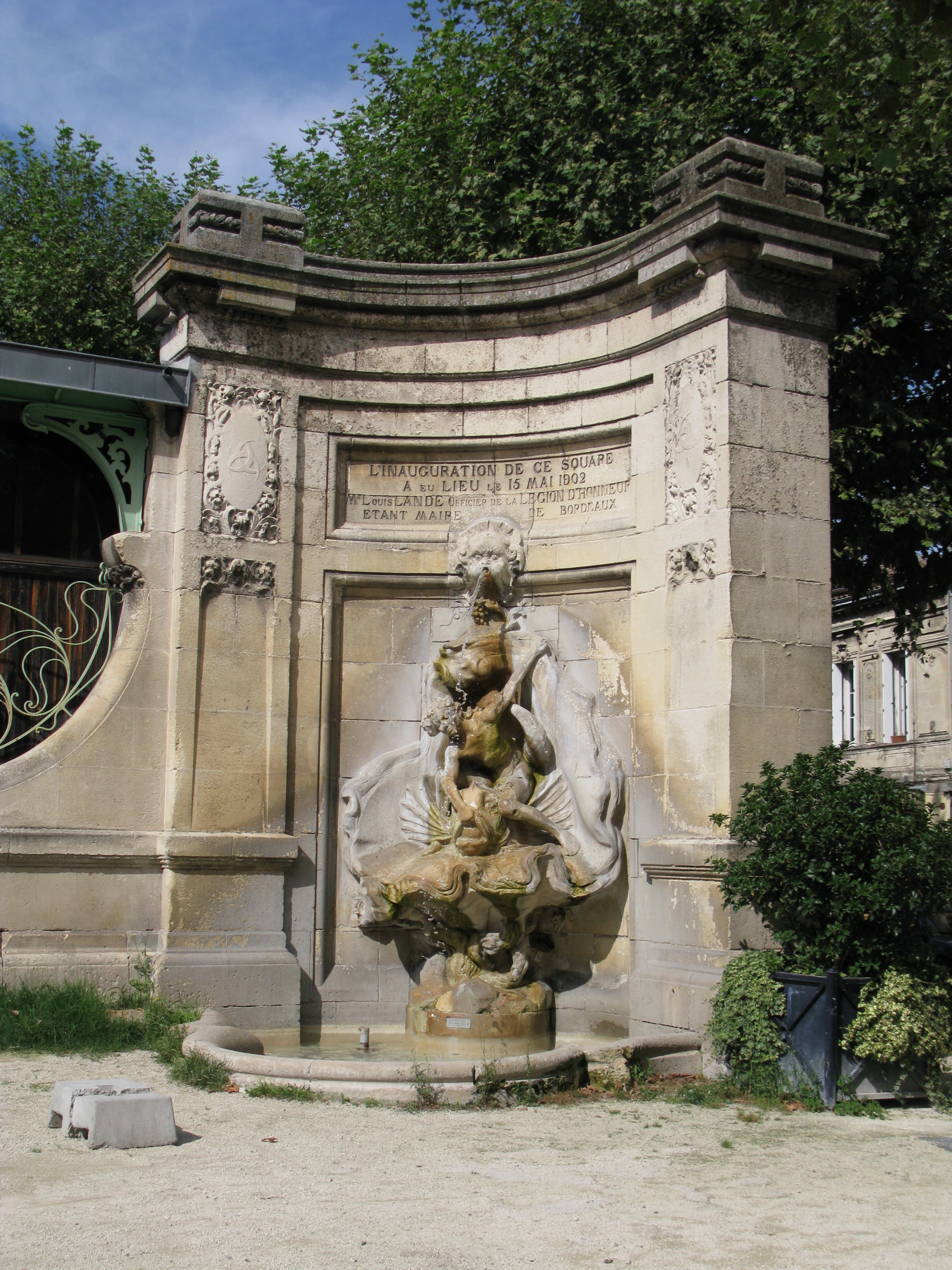
Détail du bâtiment marché.